# Wolf Siegmund von Damnitz
Freiherr Wolf Siegmund von Damnitz (* 1685; † 21. September 1755 in St. Pölten) war ein kaiserlicher Feldmarschall sowie Chef des Infanterieregiments No. 40. Er wurde 1736 von Karl VI. in den Freiherrenstand erhoben.

## Herkunft
Seine Eltern waren Christoph Siegmund von Damnitz und dessen Ehefrau Scholastika, geb. Freiin von Metternich, eine Schwester des brandenburgischen Gesandten Ernst von Metternich. Sein Bruder Johann Casimir wurde kursächsischer Generalmajor.

## Leben
Er ging in kaiserliche Dienste und stieg im Infanterie-Regiment Walsegg bis zum Oberst auf. Am 24. Januar 1734 wurde er Generalfeldwachtmeister und Chef des neuerrichteten Infanterie-Regiments. Mit dem Regiment kämpfte er bereits 1734 im Rheinfeldzug, 1735 in der Champagne und in der Lombardei. 1736 kam er nach Ungarn, um in Siebenbürgen gegen die Türken zu kämpfen. Er wurde am 18. September 1737 Feldmarschalleutnant und erhielt kurz das Kommando in Siebenbürgen und nahm auch 1739 an den dortigen Kämpfen teil. Noch bevor Maria Theresia 1740 die Huldigung von Siebenbürgen erhielt, wurde Damnitz nach Freiburg im Breisgau versetzt, wo er Kommandant der dortigen Festung wurde. Im Österreichischen Erbfolgekrieg kämpfte er 1742 unter Khevenhüller in Bayern und dann mit dem Großherzog in Böhmen und 1743 erneut in Bayern. 1744 kehrte er nach Freiburg zurück, um die Festung gegen die angreifenden Franzosen zu verteidigen. Der König von Frankreich Ludwig XV. und der Marschall Coigny war persönlich bei der Belagerung. Am 30. September wurde die Laufgräben geöffnet und am 7. November die Stadt erobert. Die Festung hielt sich trotz schwerem Beschuss etwas länger. Trotz gegenteiliger Zusicherungen wurde Damnitz kriegsgefangen, aber bald gegen die General Herouville ausgetauscht.
Damnitz bekam danach das Kommando in Tirol, wo er am 1. Juli 1745 zum Generalfeldzeugmeister befördert wurde. Außerdem erhielt er das Militärkommando in Ober- und Vorder-Österreich. Er wurde noch am 2. Juli 1754 zum Feldmarschall befördert und starb kurze Zeit später.
Er war mit Anna Sophie von Schneidt aus Kurmainz verheiratet.